# Öppet vatten-simning vid världsmästerskapen i simsport 2022 – Herrarnas 25 km
Herrarnas 25 km vid världsmästerskapen i simsport 2022 avgjordes den 30 juni 2022 i Lupa-tó i Budapest i Ungern.
Italienska Dario Verani tog guld efter ett lopp på 5 timmar, 2 minuter och 21,5 sekunder. Silvret togs av franska Axel Reymond och bronset togs av ungerska Péter Gálicz.

## Resultat
Loppet startade klockan 07:00.
| Placering | Namn                  | Nationalitet     | Tid             |
| --------- | --------------------- | ---------------- | --------------- |
| 1         | Dario Verani          | Italien          | 5:02.21,5       |
| 2         | Axel Reymond          | Frankrike        | 5:02.22,7       |
| 3         | Péter Gálicz          | Ungern           | 5:02.35,4       |
| 4         | Marcel Schouten       | Nederländerna    | 5:02.46,7       |
| 5         | Kyle Lee              | Australien       | 5:02.48,5       |
| 6         | Lars Bottelier        | Nederländerna    | 5:02.51,6       |
| 7         | Matteo Furlan         | Italien          | 5:02.53,8       |
| 8         | Ákos Kalmár           | Ungern           | 5:03.52,1       |
| 9         | Cho Cheng-chi         | Kinesiska Taipei | 5:04.18,7       |
| 10        | Alberto Martínez      | Spanien          | 5:04.22,5       |
| 11        | Andreas Waschburger   | Tyskland         | 5:04.47,8       |
| 12        | Simon Lamar           | USA              | 5:06.15,3       |
| 13        | Ben Langner           | Tyskland         | 5:06.19,1       |
| 14        | Taishin Minamide      | Japan            | 5:09.26,1       |
| 15        | Asterios Daldogiannis | Grekland         | 5:09.26,3       |
| 16        | Bailey Armstrong      | Australien       | 5:09.40,3       |
| 17        | Evgenij Pop Acev      | Nordmakedonien   | 5:13.52,8       |
| 18        | Zhang Jinhou          | Kina             | 5:14.04,7       |
| 19        | Sacha Velly           | Frankrike        | 5:20.42,3       |
| 20        | Vitaliy Khudyakov     | Kazakstan        | 5:23.10,4       |
| –         | Franco Cassini        | Argentina        | Fullföljde inte |
| –         | Elliot Sodemann       | Sverige          | Fullföljde inte |
| –         | Joey Tepper           | USA              | Fullföljde inte |
| –         | Bruce Almeida         | Brasilien        | Fullföljde inte |
| –         | Maximiliano Paccot    | Uruguay          | Fullföljde inte |
| –         | Daniel Delgadillo     | Mexiko           | Startade inte   |